# Mikołaj Kurpisz
Mikołaj Krupisz (ur. 3 maja 1998 w Grodzisku Wielkopolskim) – polski koszykarz występujący na pozycji silnego skrzydłowego, od 2023 zawodnik SKS-u Fulimpex Starogard Gdański.
28 maja 2020 został wypożyczony do HydroTrucka Radom.
30 listopada 2020 dołączył do Grupa Sierleccy-Czarnych Słupsk. 29 maja 2023 został zawodnikiem SKS-u Fulimpex Starogard Gdański.

## Osiągnięcia
Stan na 27 listopada 2023, o ile nie zaznaczono inaczej.

### Drużynowe
Seniorskie
- Mistrz I ligi (2021)[6]

Młodzieżowe
- Wicemistrz Polski juniorów (2015)
- Brązowy medalista mistrzostw Polski :
  - juniorów starszych (2015, 2017)
  - kadetów (2013)

### Reprezentacja
- Mistrz Europy U–20 dywizji B (2018)
- Uczestnik mistrzostw Europy:
  - U–16 (2014 – 15. miejsce)
  - dywizji B:
    - U–20 (2017 – 5. miejsce, 2018)
    - U–18 (2015 – 4. miejsce, 2016 – 6. miejsce)